# Semaine Sainte à Barcellona Pozzo di Gotto
 (mars 2025).
La mise en forme du texte ne suit pas les recommandations de Wikipédia : il faut le « wikifier ».
Les points d'amélioration suivants sont les cas les plus fréquents :
- Les titres sont pré-formatés par le logiciel. Ils ne sont ni en capitales, ni en gras.
- Le texte ne doit pas être écrit en capitales (les noms de famille non plus), ni en gras, ni en italique, ni en « petit »…
- Le gras n'est utilisé que pour surligner le titre de l'article dans l'introduction, une seule fois.
- L'italique est rarement utilisé : mots en langue étrangère, titres d'œuvres, noms de bateaux, etc.
- Les citations ne sont pas en italique mais en corps de texte normal. Elles sont entourées par des guillemets français : « et ».
- Les listes à puces sont à éviter, des paragraphes rédigés étant largement préférés. Les tableaux sont à réserver à la présentation de données structurées (résultats, etc.).
- Les appels de note de bas de page (petits chiffres en exposant, introduits par l'outil «  Source ») sont à placer entre la fin de phrase et le point final[comme ça].
- Les liens internes (vers d'autres articles de Wikipédia) sont à choisir avec parcimonie. Créez des liens vers des articles approfondissant le sujet. Les termes génériques sans rapport avec le sujet sont à éviter, ainsi que les répétitions de liens vers un même terme.
- Les liens externes sont à placer uniquement dans une section « Liens externes », à la fin de l'article. Ces liens sont à choisir avec parcimonie suivant les règles définies. Si un lien sert de source à l'article, son insertion dans le texte est à faire par les notes de bas de page.
- La présentation des références doit suivre les conventions bibliographiques. Il est recommandé d'utiliser les modèles {{Ouvrage}}, {{Chapitre}}, {{Article}}, {{Lien web}} et/ou {{Bibliographie}}. Le mode d'édition visuel peut mettre en forme automatiquement les références.
- Insérer une infobox (cadre d'informations à droite) n'est pas obligatoire pour parachever la mise en page.

Pour une aide détaillée, merci de consulter Aide:Wikification.
Si vous pensez que ces points ont été résolus, vous pouvez retirer ce bandeau et améliorer la mise en forme d'un autre article.
 (mars 2025).
Si vous disposez d'ouvrages ou d'articles de référence ou si vous connaissez des sites web de qualité traitant du thème abordé ici, merci de compléter l'article en donnant les références utiles à sa vérifiabilité et en les liant à la section « Notes et références ».
| Année | jour - mois |
| ----- | ----------- |
| 2025  | 18 avril    |
| 2026  | 3 avril     |
| 2027  | 26 mars     |
| 2028  | 14 avril    |
| 2029  | 30 mars     |
| 2030  | 19 avril    |
| 2031  | 11 avril    |
| 2032  | 26 mars     |
| 2033  | 15 avril    |
| 2034  | 7 avril     |
| 2035  | 23 mars     |

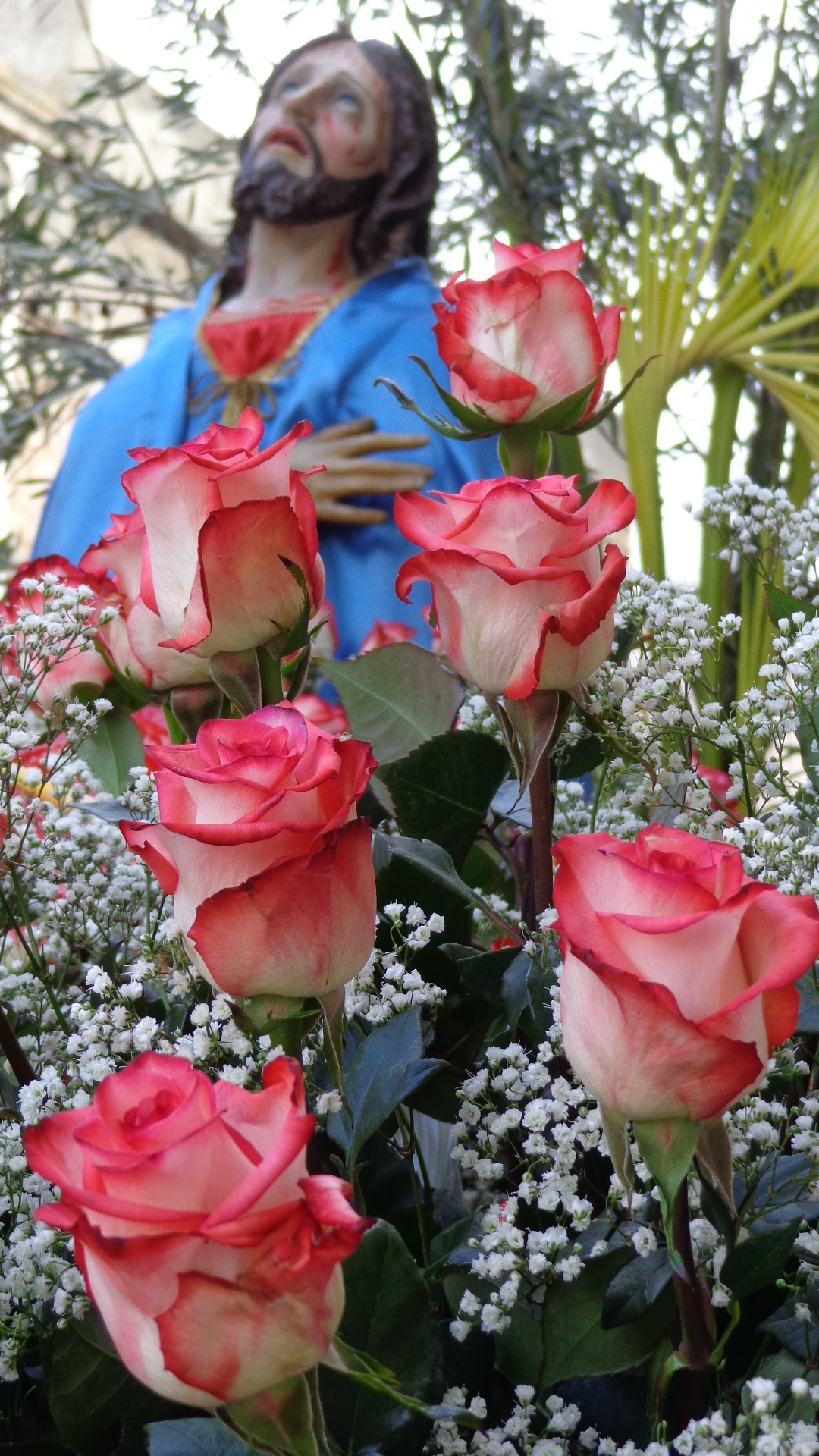
Agonie de Jésus-Christ au Jardin des Oliviers, Barcellona.

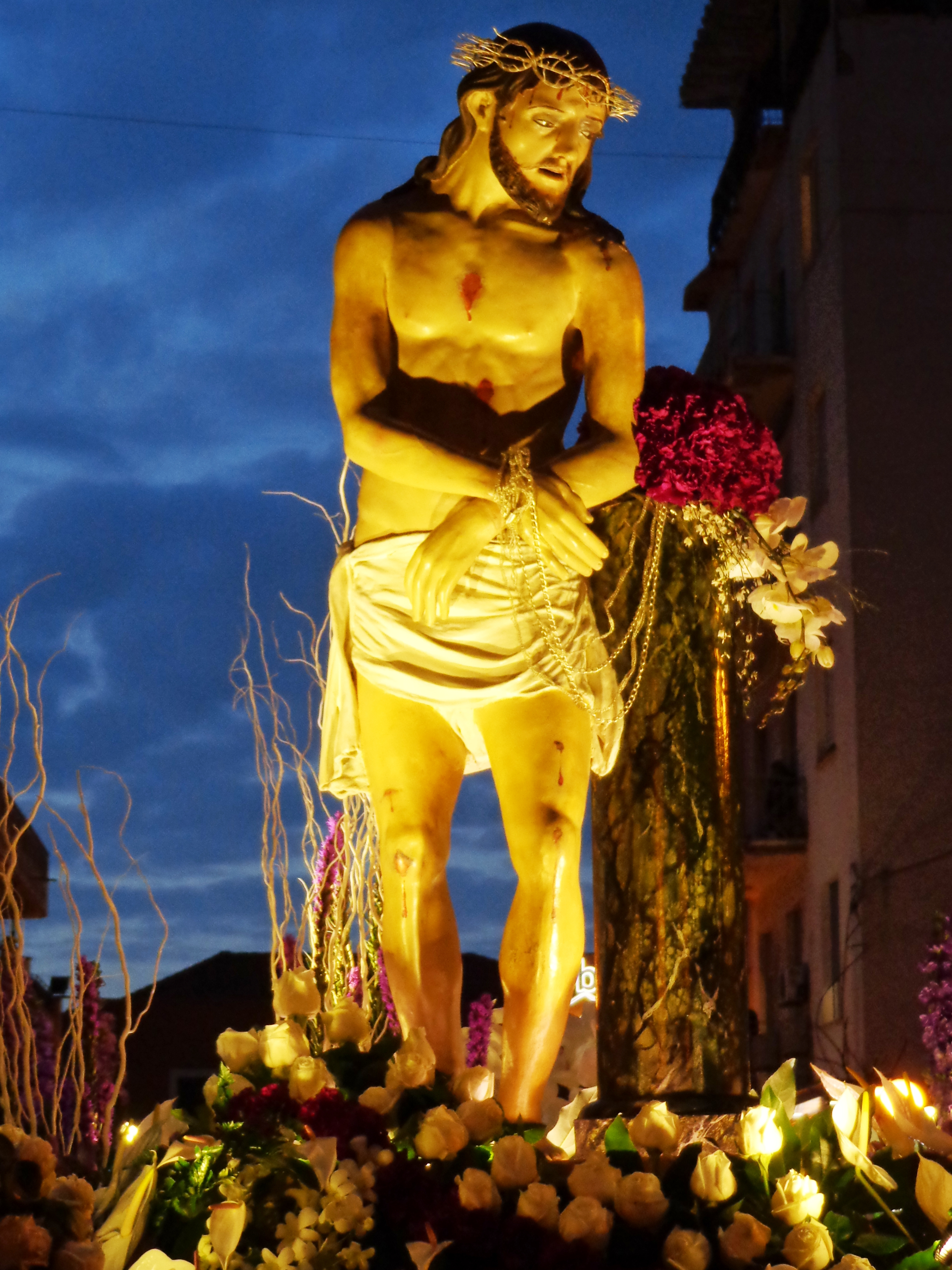
Flagellation de Jésus, Barcellona.

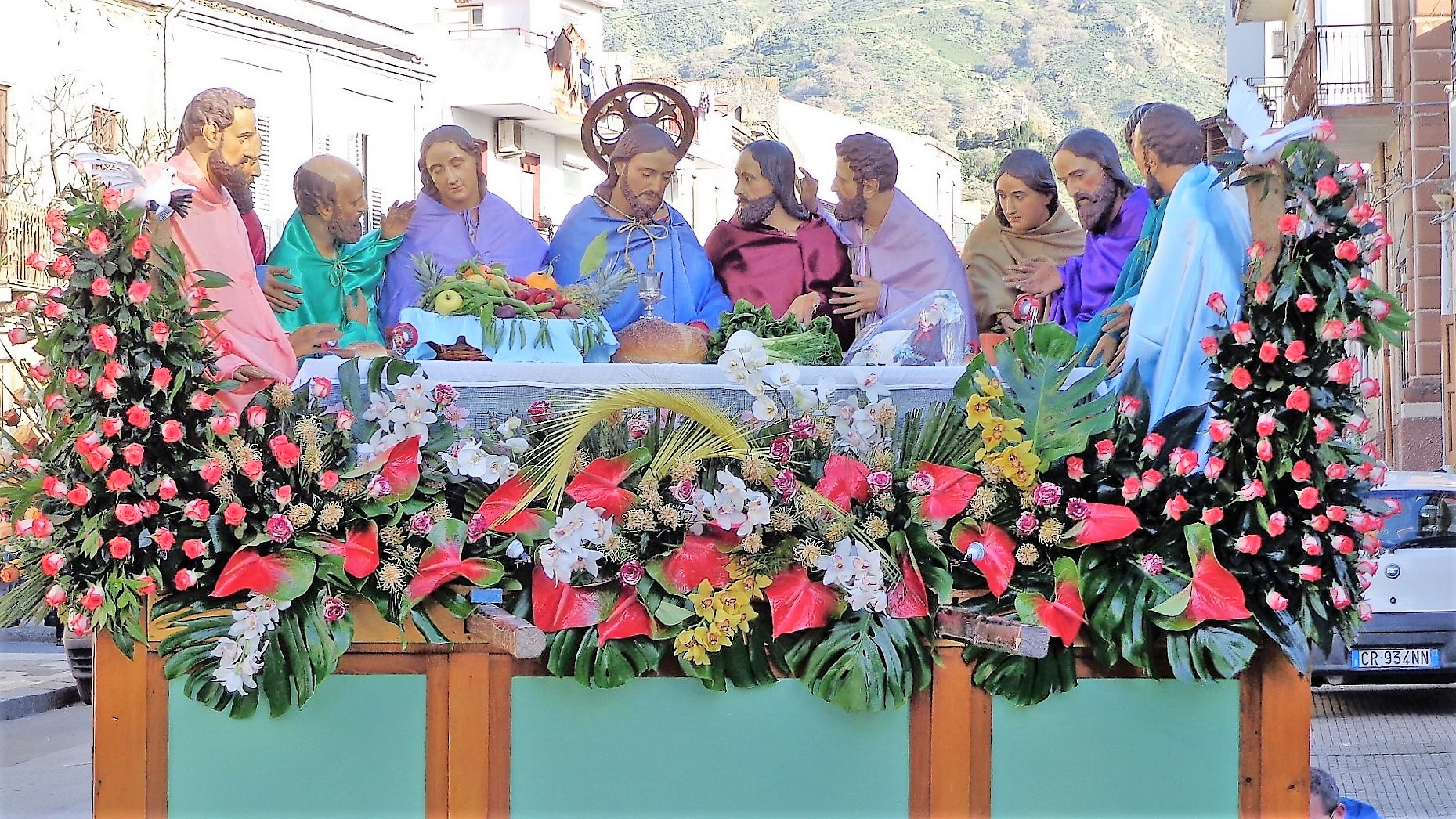
Dernière Cène, Pozzo di Gotto.

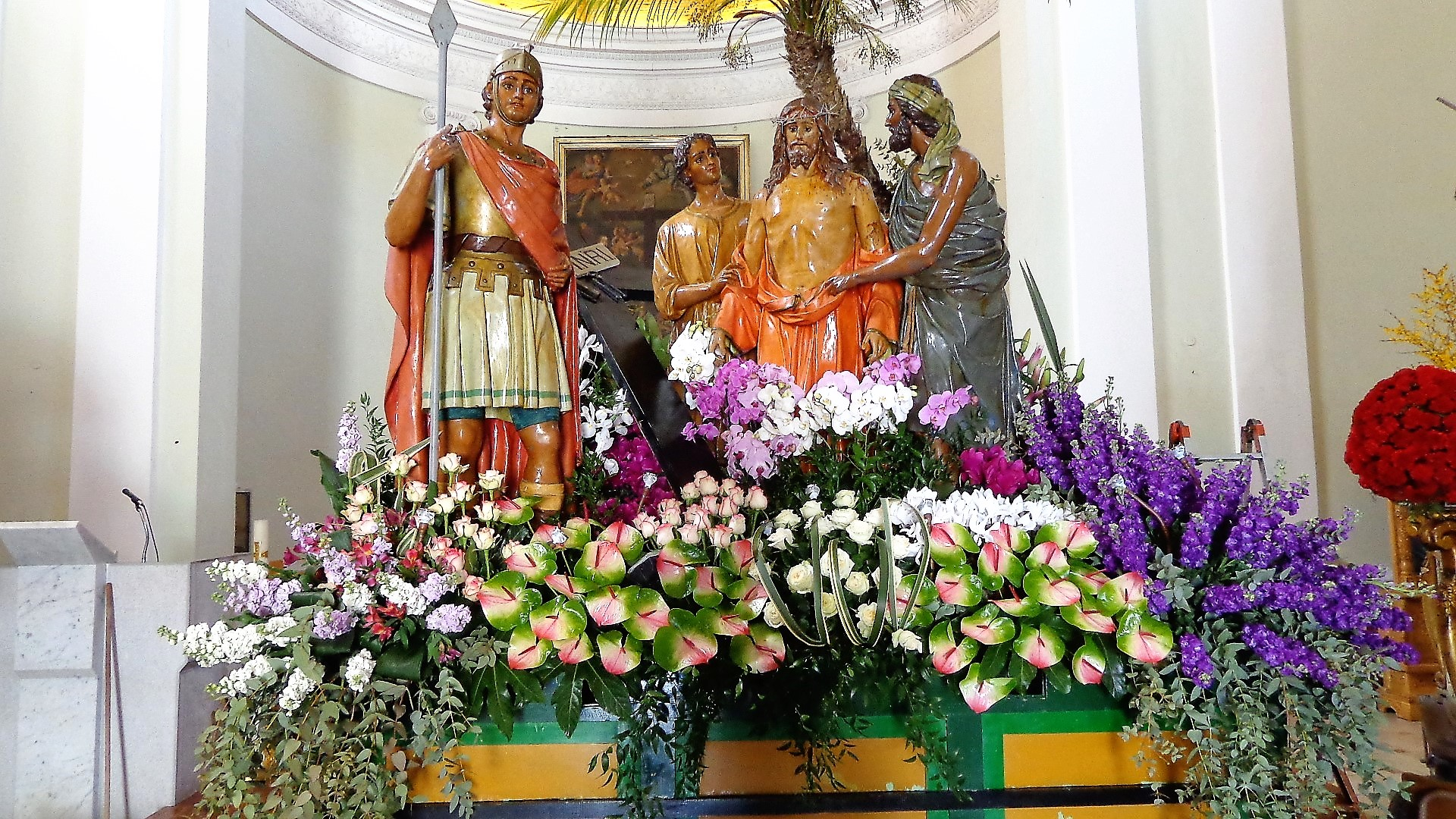
Partage des vêtements de Jésus, Pozzo di Gotto.

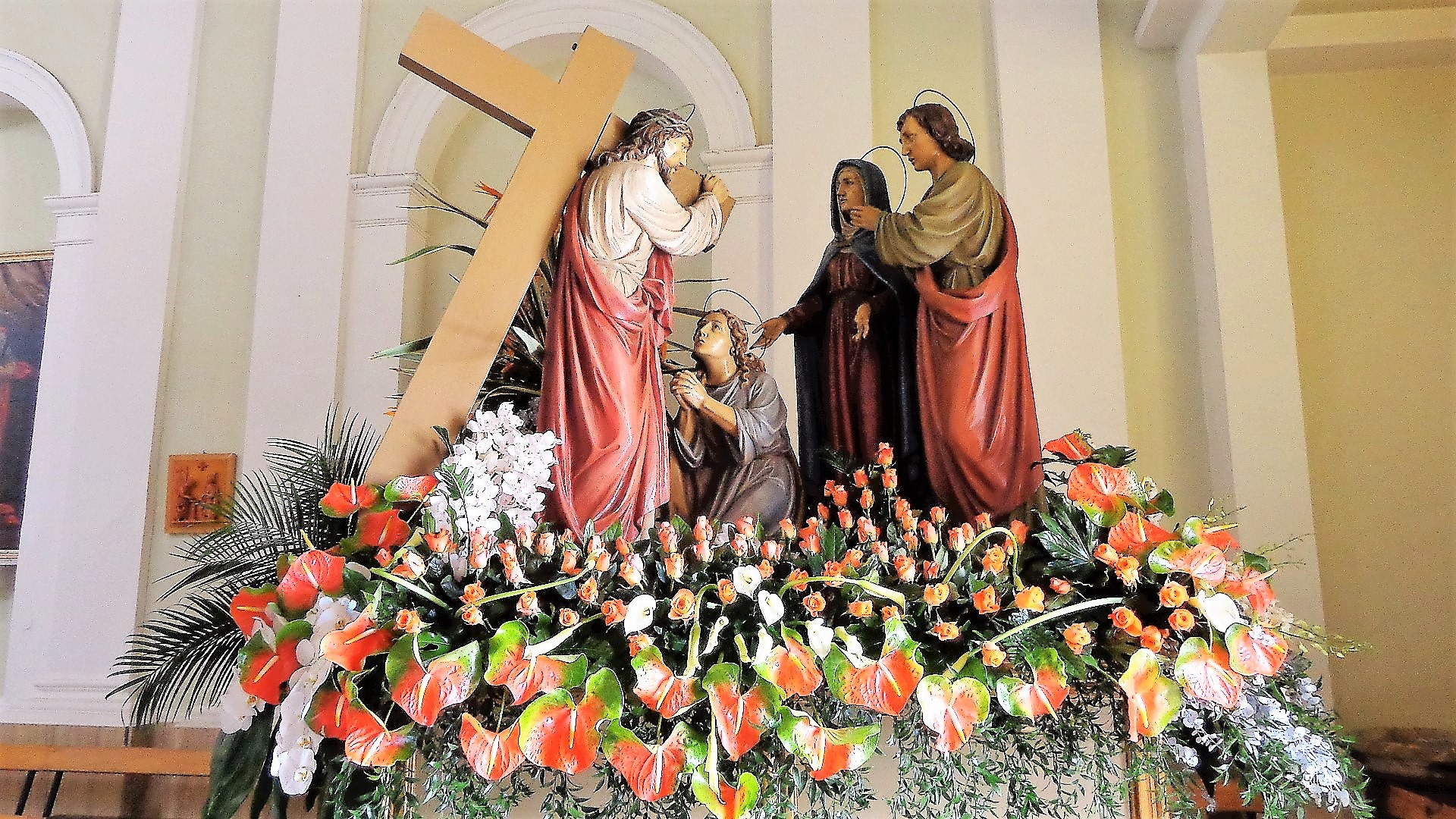
Trois Maries, Pozzo di Gotto.

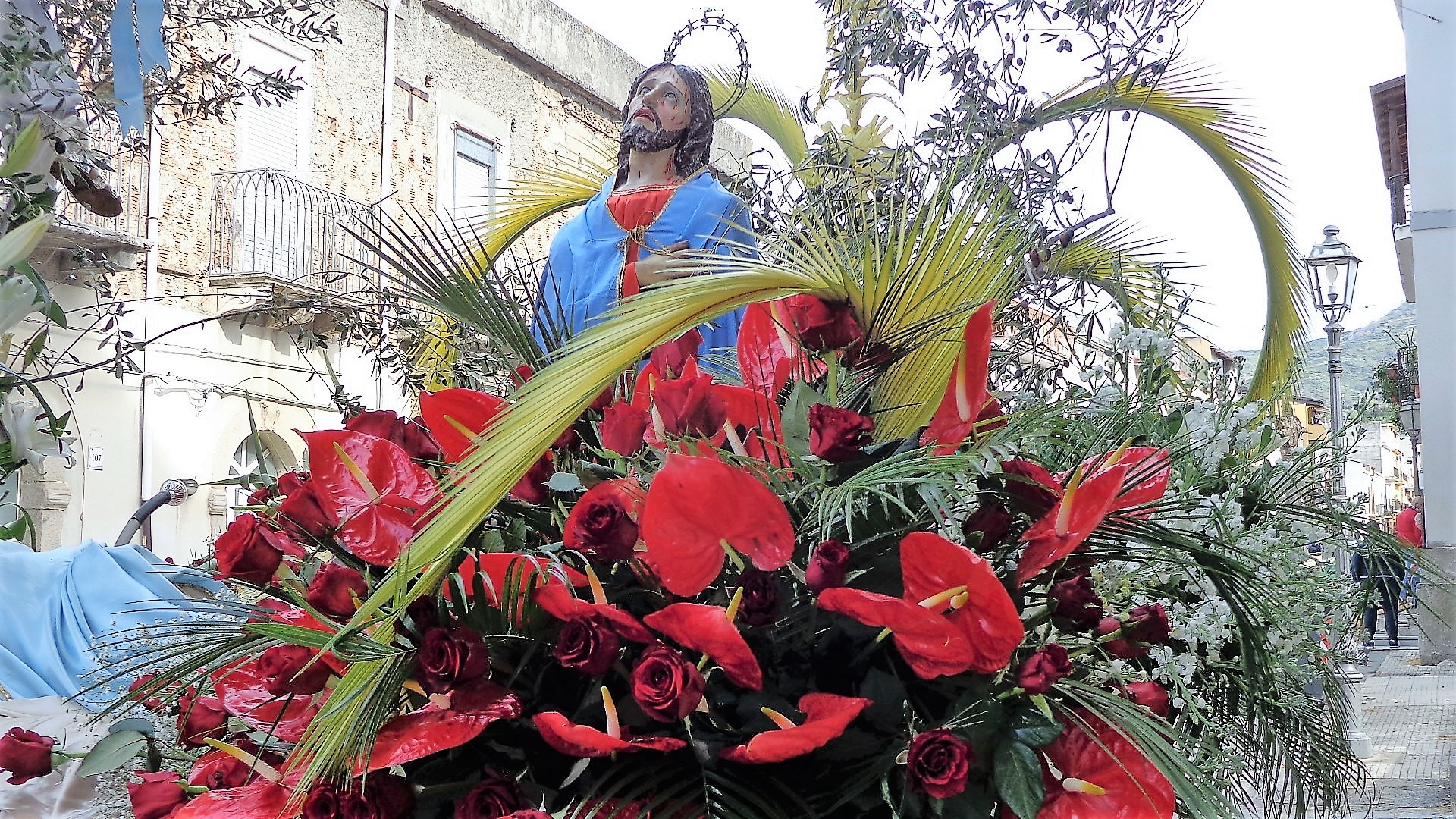
Agonie de Jésus-Christ au Jardin des Oliviers, Pozzo di Gotto.

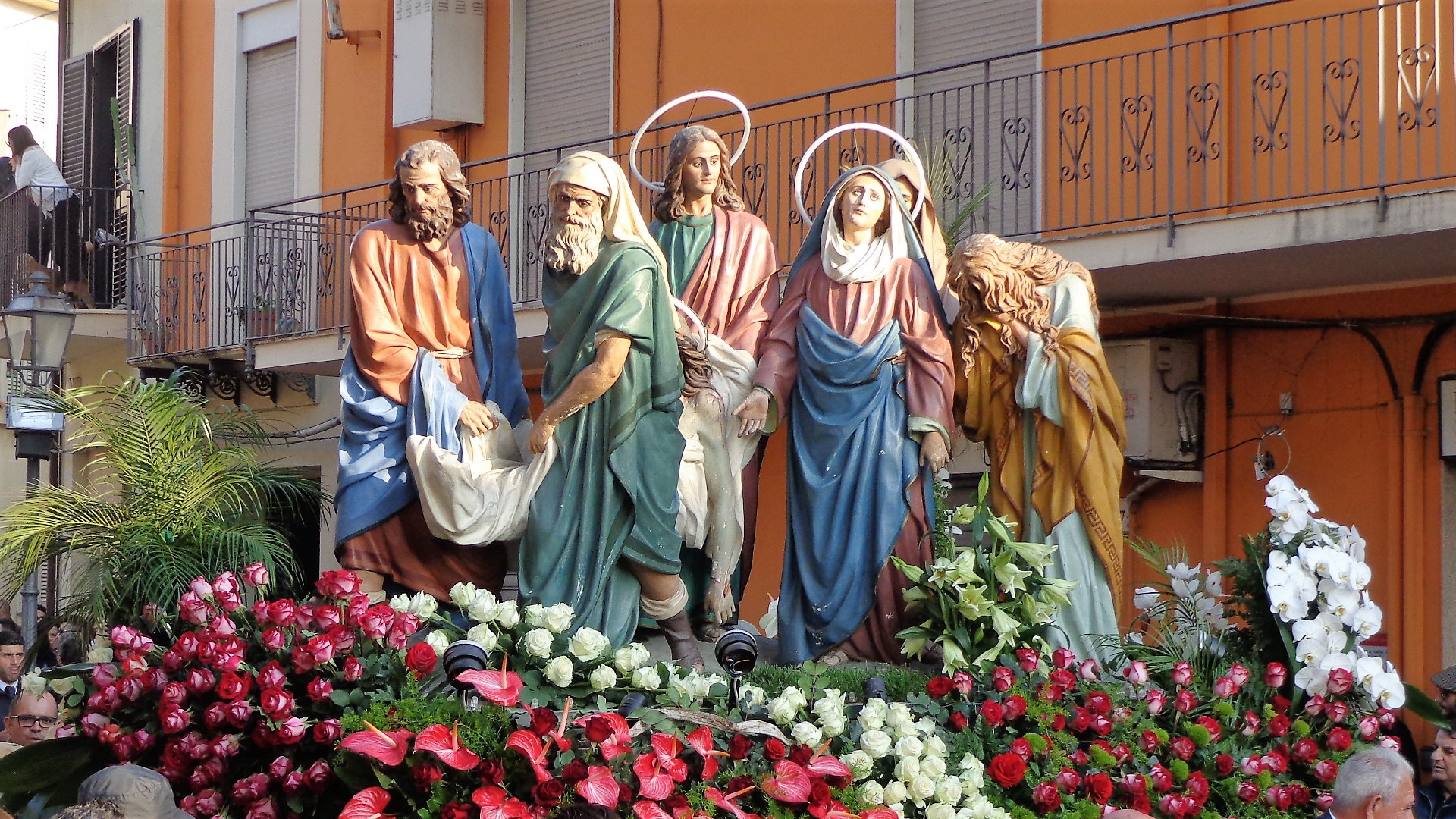
Mise au tombeau, Barcellona.

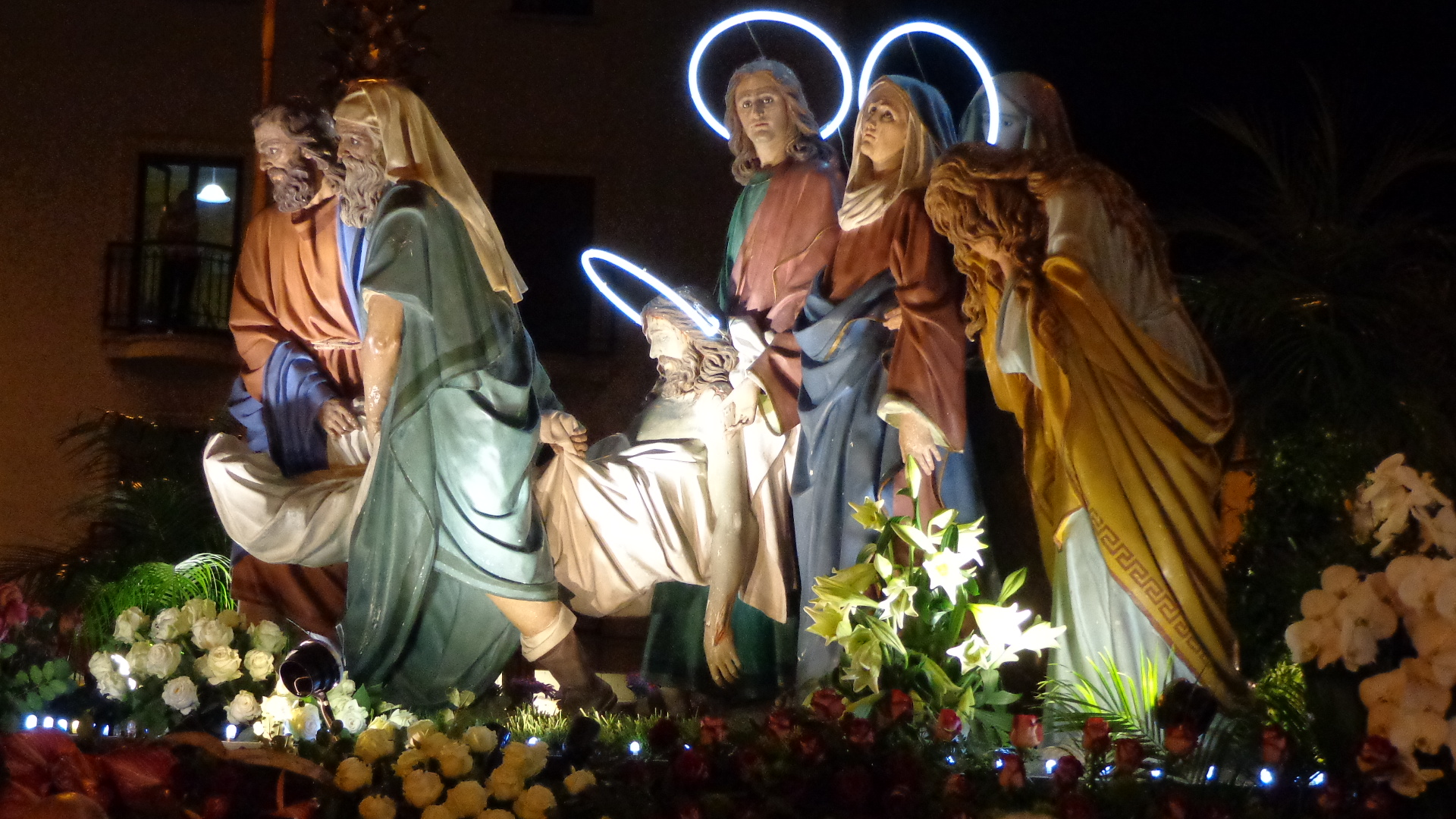
Mise au tombeau, Barcellona.

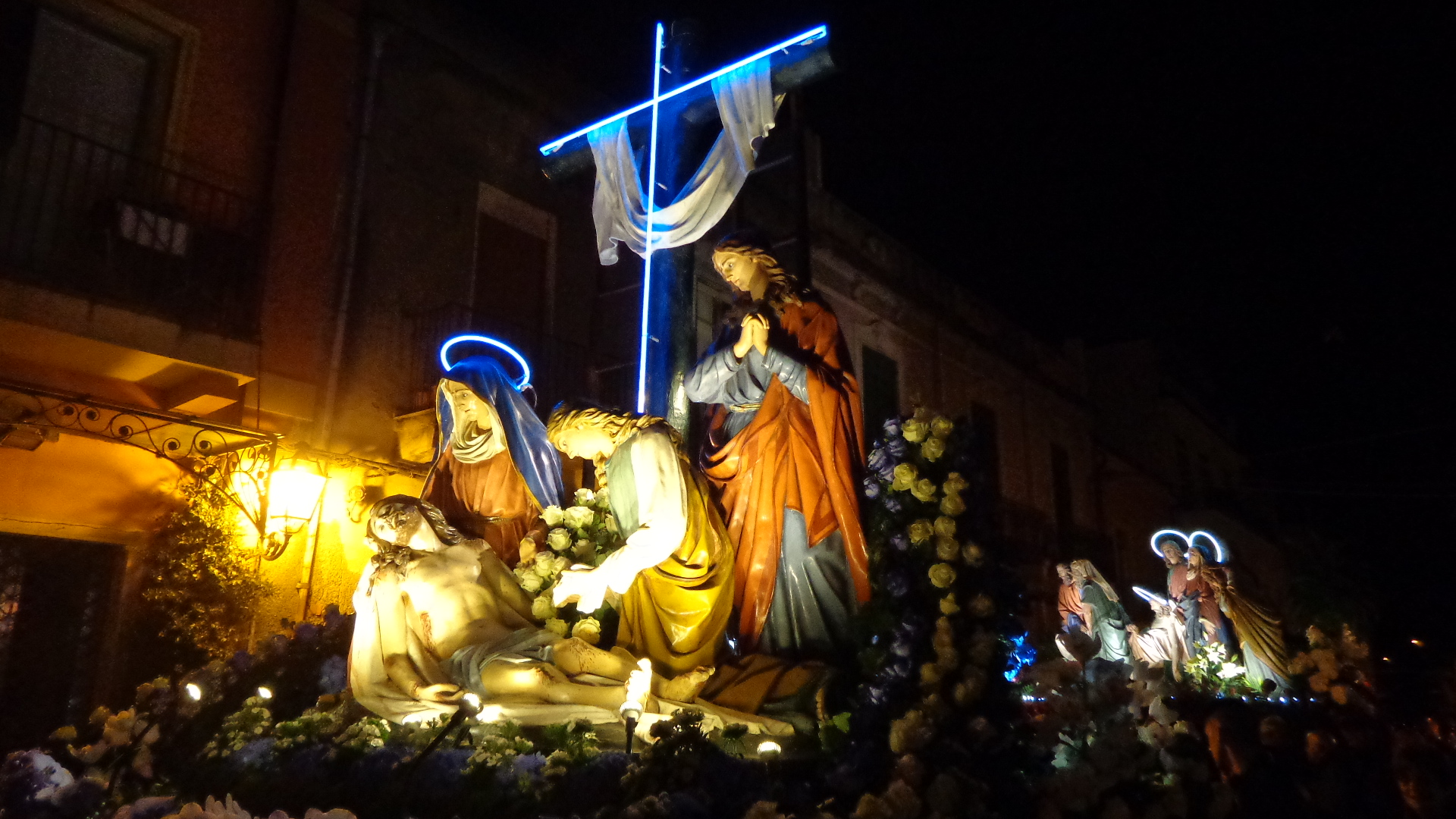
Pitié, Barcellona.

Les rites de la Semaine Sainte à Barcellona Pozzo di Gotto sont un cycle d'événements religieux populaires typiques. Événement inscrit au Registre du patrimoine immatériel de la région sicilienne depuis le 20 octobre 2008,.

## 1621 - 2020
- 400e anniversaire de la première reconstitution réalisée à Pozzo di Gotto en 1621.

## Prémisse
La Procession des Mystères ou Procession des Varettes, groupes statuaires représentant certains épisodes saillants de la Passion du Christ, est d'origine ibérique et remontant au XVIe siècle pendant la domination espagnole dans le Royaume de Sicile.
Les processions du Vendredi Saint ou Office de la Passion ou processions de la Passion ou Chemin de Croix (ou Via Crucis), culminant avec la phase de Procession du Christ-Mort, aussi connues comme entierro ou enterrement du Christ.

## Histoire
Procession des Mystères du Vendredi Saint à Pozzo di Gotto en 1621.

Procession des Varettes du Vendredi Saint à Barcellona en 1871.

En 1835, les deux villes de la province de Messine, Barcellona et Pozzo di Gotto, se sont réunies en une seule municipalité en maintenant leur propre procession traditionnelle pour chacune.
Encore aujourd'hui, en effet, deux processions similaires ont lieu le Vendredi Saint, dont celle de Pozzo di Gotto est plus ancienne, tandis que celle de Barcellona est plus récente, comme elle apparaît par émulation de la précédente et est datable de 1871, lorsque, à l'initiative du église de Saint-Jean-Baptiste, certaines familles de Barcellona ont décidé de financer la construction du varettes, c'est ainsi que s'appellent les groupes statuaires.

## Le calendrier et les événements
- Vendredis de Carême: Ces jours-là, les «Exercices pieux du Chemin de Croix» et la reprise du chant de la Visilla ont lieu à l'église de Jésus et Marie, à l'église des Capucins, à l'Oratoire des Âmes Purgatrices, à l'Auditorium de Saint-Guy, à l'église de Saint Jean Baptiste, à l'église de Notre-Dame de Fátima, à l'église de l'Immaculée Conception.
- V dimanche de Carême, "Temps de Passion": "Velatio" de croix et d'images sacrées dans les lieux de culte.
- Semaine de la Passion: dernière semaine du Carême selon le calendrier liturgique du rite romain.
  - Vendredi de la Douleur ou Vendredi de la Passion, aujourd'hui appelé Vendredi du Concile: Patrimoine dérivé des anciennes traditions ibériques équivalent aux Viernes de Dolores ou Viernes de Pasión de la Semaine de la Passion, la dernière période du Carême.
  - Samedi de la Passion dérivé de Sábado de Pasión.
  - Dimanche des Rameaux: commémoration de l'entrée messianique de Jésus à Jérusalem et bénédiction des rameaux.
- Semaine Sainte ou Semaine Majeure.
  - Mercredi Saint: "Rite de déposition de l'Ecce Homo" et réunion des Visillanti de Barcellona et Pozzo di Gotto, à l'église de Jésus et Marie de Pozzo di Gotto.
  - Jeudi Saint: Dans toutes les églises pendant la Missa in cena Domini le rite du lavement des pieds est célébré. En particulier, la procession des Apôtres commence depuis le dôme de Sainte-Marie de Pozzo di Gotto avec une visite aux citoyens. La procession est accompagnée par le soutien chantant des Visillanti.
  - Vendredi Saint: Dans toutes les paroisses, la Passion du Seigneur, sous la forme liturgique ecclésiale de la Passio récitée , est reconstituée comme une «lecture» des textes tirés des Évangiles. Viennent ensuite le liage symbolique des cloches, instruments autrefois remplacés par le son de les traccoles, le décapage et le brunissement des autels. À Pozzo di Gotto: Habillage des Juifs. La Passio figurative  ou Procession des Varettes: au cours des deux processions distinctes la Passio récitée  et commentée par les ministres qui les président alternent et se chevauchent avec la Passio chantée  interprétée par les Visillanti au chant de la Visilla ("Vexilla Regis Prodeunt ...") par Venanzio Fortunato.
  - Samedi Saint ou Samedi de Gloire: La Vigile pascale a lieu dans toutes les paroisses.
  - Dimanche de Pâques: La procession de la Rencontre entre le Christ ressuscité et Marie a lieu dans la paroisse d'Oreto.
- Lundi de Pâques: 
  - le matin, la messe solennelle et le repositionnement de l'Ecce Homo sont célébrés à l'église de l'Immaculée Conception de Barcellona.
  - le soir, à l'église de Jésus et Marie de Pozzo di Gotto la messe solennelle est célébrée et repositionnée dans la niche de l'Ecce Homo.
- Dimanche in albis .

### Typologie
| Ordre et nom des varettes                    | Barcellona                                                                             | Pozzo di Gotto                                                          |
| -------------------------------------------- | -------------------------------------------------------------------------------------- | ----------------------------------------------------------------------- |
| L'Ultima Cena                                | La Dernière Cène 1801 (tonneliers, producteurs d'agrumes, spiritueux et distillateurs) | La Dernière Cène (charpentiers et équipiers)                            |
| L'orazione nell'Orto degli Ulivi o Getsemani | Prière dans le jardin d'oliviers (charpentiers et équipiers)                           | Prière dans le jardin d'oliviers (méchants et associations catholiques) |
| Il Pretorio di Pilato                        | Û Pritoriu di Pilatu                                                                   |                                                                         |
| La Flagellazione                             | Û Signuri â Culonna (fabbri firrari)                                                   | Û Signuri â Culonna                                                     |
| Ecce Homo                                    | L'Accia Omu (Cunfraternita d'Ammaculata)                                               | L'Accia Omu 1621 (Cunfraternita di Sant'Eusenziu)                       |
| Il Signore con la Croce                      | Û Signuri câ Cruci (broccari e vasari)                                                 | Û Signuri câ Cruci                                                      |
| Il Signore incontra le Pie Donne             |                                                                                        | Û Signuri 'ncontra Marta, Maria e Maddalena (cicculi ricreativi)        |
| La Caduta                                    | Û Signuri â cascata e a Veronica 1800 (sarti e putiari)                                | Û Signuri â cascata 1911                                                |
| La Spoliazione delle vesti                   |                                                                                        | Û Signuri spugghiatu dî Giudei                                          |
| La Crocefissione                             | Û Crucifissu (Cunfraternita dû S.S. Crucifissu, faliggnami)                            | Û Crucifissu 1870 (Cunfraternita dû S.S. Sacramentu)                    |
| La Deposizione dalla Croce                   | Â Scesa o Deposizzioni dâ Cruci (appaltatori edili)                                    |                                                                         |
| La Pietà                                     | Â Pietà (piscineri)                                                                    | Â Pietà                                                                 |
| La Deposizione nel Sepolcro                  | Û Signuri puttatu ntô Sapuccru (jancheri)                                              |                                                                         |
| I Simboli della Passione                     |                                                                                        | I Simbuli dâ Passioni                                                   |
| Urna col Cristo Morto e Giudei               | Û Signuri Mottu (Cunfraternita di S.S. Giuvanni Battista)                              | Û Signuri Mottu 1895                                                    |
| L'Addolorata                                 | Â 'Ddulurata (Cunfraternita di S.S. Giuvanni Battista)                                 | Â 'Ddulurata (Cunfraternita dill'Animi dû Purgatoriu)                   |